# Републикански път III-5005
Републикански път IIІ-5005 е третокласен път, част от Републиканската пътна мрежа на България, преминаващ по границата между Габровска и Старозагорска област. Дължината му е 12,3 km.
Пътят се отклонява наляво при 168,7 km на Републикански път I-5 в най-високата точка на Шипченския проход и се насочва на изток по билото на Шипченска планина, като след 12,3 km завършва при Дома паметник на БКП недалеч от връх Хаджи Димитър.
| Пътища, отклоняващи се надясно (населено място, № на пътя, посока на пътя) | km   | Пътища, отклоняващи се наляво (посока на пътя, № на пътя, населено място) |
| -------------------------------------------------------------------------- | ---- | ------------------------------------------------------------------------- |
| Община Габрово, Област Габрово, I-5, 168,7 km, Шипченски проход ←          | 0,0  | Шипченски проход, 168,7 km, I-5, Област Габрово, Община Габрово           |
| (за 186,5 km на I-5) общински път ←                                        | 9,8  |                                                                           |
| Община Казанлък, Област Стара Загора, Дом паметник на БКП                  | 12,3 | Дом паметник на БКП, Област Стара Загора, Община Казанлък                 |